# Fábio de Salles Meirelles
Fábio de Salles Meirelles (Cajuru/SP, 10 de julho de 1928) é um ex-deputado federal, advogado, agricultor e agropecuarista brasileiro. Entre 1975 e 2024, foi presidente da Federação de Agricultura e Pecuária do Estado de São Paulo, e atualmente permanece como presidente de honra da entidade. Na Constituinte de 1987, Fábio atuou para que o Serviço Nacional de Aprendizagem Rural (SENAR), extinto pelo governo federal, fosse recriado e colocado nas mãos de representantes dos produtores rurais por meio da CNA, em conjunto com as federações de agricultura e os sindicatos rurais.

## Biografia
Em 1968, o jornal O Estado de S. Paulo publicara reportagem sobre os desafios da produção de alimentos no Brasil, que deveria, de acordo com relatório apresentado na IV Conferência Latino-Americana de produção alimentar, ser multiplicada por dez. Sete anos depois, Fábio de Salles Meirelles era eleito presidente da Federação da Agricultura e Pecuária do Estado de São Paulo (FAESP), com a missão de modernizar e desenvolver a agropecuária estadual.
Meirelles tomou posse em fevereiro de 1991, dando início a seu único mandato parlamentar. Na Casa, integrou a Comissão Permanente de Agricultura e Política Rural, da qual foi vice-presidente, além de ser titular das Comissões de Defesa Nacional e Minas e Energia. Foi escolhido para integrar como titular a CPI sobre violência no campo e a CPI mista da Companhia Nacional de Abastecimento, em 1992.
Esteve presente nos debates da Assembleia Constituinte de 1987 e nos encontros para a construção da Carta Magna, defendendo o aprimoramento de uma política para o desenvolvimento do agronegócio nacional, representando a Confederação da Agricultura e Pecuária do Brasil (CNA) e logrando êxito ao ver abrigada na Constituição de 1988 a criação do SENAR (Serviço Nacional de Aprendizagem Rural) nas mãos do empresariado rural.
Quase cinco décadas depois, com Meirelles liderando a FAESP e o SENAR-SP, o agro paulista teve Valor Bruto da Produção (VBP) de R$ 139 bilhões em 2022, elevando a produção nacional à quarta maior do mundo. Números divulgados pelo IBGE e pelo Instituto de Economia Agrícola (IEA-Apta), da Secretaria de Agricultura e Abastecimento, evidenciam que São Paulo, com Meirelles à frente da FAESP, foi a unidade federativa com o maior número de área colhida por hectares e rendimento médio.

## homenagens
Recebeu a homenagem de Grande Protagonista da Agricultura do Maior Estado da Federação, homenagem do Tribunal de Justiça do Estado de São Paulo, em 2015. Também recebeu títulos de cidadania das cidades de São José do Rio Pardo (2003), Ituverava (2014), São José do Rio Preto (2014), Araraquara (2015), e Guaíra (2017).

### Obras publicadas
- Melhoria das Condições de Vida dos Trabalhadores Rurais Autônomos: Parceiros, Meeiros, Arrendatários e Categorias Análogas; Anais do 52º Congresso Internacional da Organização Internacional do Trabalho (OIT), Genebra, Suíça, 1968[1]
- Café - Produção e Comercialização, apresentado no 30º Congresso Agropecuário Brasileiro, Brasília, 1969[1]
- A Agropecuária na Constituinte, publicado no jornal Folha de S.Paulo, inscrito no acervo da Fundação Petrônio Portella, 1986[1]